# Distinction type-jeton
 (mars 2021).
 (mars 2021).
La mise en forme du texte ne suit pas les recommandations de Wikipédia : il faut le « wikifier ».
Les points d'amélioration suivants sont les cas les plus fréquents. Le détail des points à revoir est peut-être précisé sur la page de discussion.
- Les titres sont pré-formatés par le logiciel. Ils ne sont ni en capitales, ni en gras.
- Le texte ne doit pas être écrit en capitales (les noms de famille non plus), ni en gras, ni en italique, ni en « petit »…
- Le gras n'est utilisé que pour surligner le titre de l'article dans l'introduction, une seule fois.
- L'italique est rarement utilisé : mots en langue étrangère, titres d'œuvres, noms de bateaux, etc.
- Les citations ne sont pas en italique mais en corps de texte normal. Elles sont entourées par des guillemets français : « et ».
- Les listes à puces sont à éviter, des paragraphes rédigés étant largement préférés. Les tableaux sont à réserver à la présentation de données structurées (résultats, etc.).
- Les appels de note de bas de page (petits chiffres en exposant, introduits par l'outil «  Source ») sont à placer entre la fin de phrase et le point final[comme ça].
- Les liens internes (vers d'autres articles de Wikipédia) sont à choisir avec parcimonie. Créez des liens vers des articles approfondissant le sujet. Les termes génériques sans rapport avec le sujet sont à éviter, ainsi que les répétitions de liens vers un même terme.
- Les liens externes sont à placer uniquement dans une section « Liens externes », à la fin de l'article. Ces liens sont à choisir avec parcimonie suivant les règles définies. Si un lien sert de source à l'article, son insertion dans le texte est à faire par les notes de bas de page.
- La présentation des références doit suivre les conventions bibliographiques. Il est recommandé d'utiliser les modèles {{Ouvrage}}, {{Chapitre}}, {{Article}}, {{Lien web}} et/ou {{Bibliographie}}. Le mode d'édition visuel peut mettre en forme automatiquement les références.
- Insérer une infobox (cadre d'informations à droite) n'est pas obligatoire pour parachever la mise en page.

Pour une aide détaillée, merci de consulter Aide:Wikification.
Si vous pensez que ces points ont été résolus, vous pouvez retirer ce bandeau et améliorer la mise en forme d'un autre article.
La distinction type–jeton est la différence entre un type d'objets (une classe, un type)
et
chacun des objets de ce type (instances individuelles, jetons).
Chaque type peut être associé (représenté) par un ou plusieurs objets, et chaque objet peut être associé à plusieurs types.
Le jeton peut être associé à un type comme .
Les mots « est un » rattachent sans ambiguïté l'objet « Albert Einstein » au type « être humain » dans la phrase « Einstein est un être humain ».
Mais un type peut lui-même être un objet rattaché à un autre type : « l’humain est un animal ».
Une des utilités de la dichotomie est de préciser la nature de la relation décrite par ce type de formule du langage naturel.
Il arrive parfois qu’on fasse référence plusieurs fois à un « type » sans qu’il soit impliqué de jeton de ce type, on parle alors d’occurrence d’un type.
La dichotomie peut être utilisée en logique, linguistique, métalogique, typographie, programmation informatique, ...
En linguistique, elle permet de mettre en évidence certaines ambiguïtés, comme quand un mots peut désigner un objet concret ou tous les objets de ce type (« Le jeune est inconscient ».

## Occurrences
Pour illustrer le « concept d'occurence », prenons la phrase: « Rose is a rose is a rose is a rose (en) ».
Combien de mots la forment? Il y a là trois mots différents ("a", "rose" et "is"), mais huit mots ont été écrits l'un après l'autre, c'est-à-dire trois types (on parle alors de "mot-type") mais huit objets.
Dans la phrase de Stein, il y a 4 occurrences du mot-type « rose ».
On peut définir le nombre d’occurrences d’un mot-type dans une phrase-type comme le nombre de jetons du mot type qu’on peut compter dans un jeton de la phrase type. Une occurrence n'est pas nécessairement un jeton.[pas clair]
Pouquoi distinguer les "jetons de types" des "occurrences de types" ? Dès que des types d’objet peuvent se définir comme constitués  d’autres types
,
quand il existe par exemple des relations d’holonymie/méronymie (tout/partie) entre les termes décrivant des objets. On peut aussi compter les occurrences de chiffres dans la représentation d’un nombre en mathématique (dans une base donnée), ou généralement le nombre d’occurrence d’un symbole de l’alphabet dans le codage d’une information, en informatique.[pas clair]

## Questionnements philosophiques sur la définition et la nature des types et des jetons
La distinction entre type et jeton est issue de la philosophie, comme le sont le problème des universaux et celui des propriétés[réf. souhaitée].
Les philosophes[Qui ?] discutent de la définition philosophique[Quoi ?] des Type (théorie des modèles)s, de leur existence ou de leur incarnation dans le monde[pas clair]. On peut trouver un clivage, comme dans le problème des universaux entre idéalistes et nominalistes.
Les mots « instanciation » et « exemplification » nourrissent ces débats[réf. souhaitée].

### Types nominalistes et types réalistes
Les premiers soutiennent l’existence des types en tant qu’objet abstrait, avec pour indice le fait que nous employons souvent les types dans le langage comme des objets concrets. Par exemple, nous disons « le cheval a quatre patte » comme nous dirions « mon vélo a deux roues ». Il existe deux principales variantes du réalisme : le platonisme et le réalisme d’Aristote
Les platonistes soutiennent que les types existent dans le monde des idées en tant qu’archétypes de leur jetons, non localisés dans l’espace et le temps. Ces archétypes partageraient les propriétés des jetons, un archétype de cheval a le même nombre de pattes qu’un cheval concret. Dans certains cas, il est cependant difficile de trouver ce à quoi un tel archétype pourrait ressembler. Par exemple le mot type « color » en anglais a des tokens d’orthographe différentes (« colour ») et des tokens oraux. L’idée associée à ce type est alors ce qui permet de relier tous ces tokens en un seul type, étant donné que ce sont des tokens du même mot. La relation entre le type et ses jetons est alors plus complexe qu’une relation archétypale. Non seulement, comme dans une relation archétypale, le type a les propriétés que ses jetons ont, mais les jetons héritent aussi de leur type des propriétés qui ne leur sont pas intrinsèques. La prononciation d’un mot écrit ne découle pas uniquement de son orthographe, par exemple, mais aussi potentiellement de quel est son mot-type.
De leur côté les aristocéliens soutiennent que le type n’existe pas dans un monde à part, mais existe dans chacune de ses incarnations. Ainsi, il n’y a pas de type sans jetons.
Les nominalistes soutiennent pour leur part que les types sont essentiellement des étiquettes commodes et conventionnelles qui existent pour désigner les tokens correspondant. Dans ce cas, dire « le cheval a quatre pattes » revient à dire « tous les chevaux normalement constitués ont quatre pattes ».
Les visions idéalistes comme les visions nominalistes ont leurs problèmes. La vision nominaliste pose par exemple problème si l’on remarque que deux langues différentes peuvent exprimer la même chose, en anglais par exemple « The horse is a four-legged animal » a le même sens que « Le cheval est un animal à quatre pattes » en français. Il semble donc que les types en tant que descriptions linguistiques viennent aussi par type, sans qu’il soit facile de désigner ces types eux-mêmes par une étiquette linguistique. Le réalisme platoniste pose le problème épistémologique de l’existence du monde des idées dans lequel les types sont supposés exister. Le réalisme aristocélien bute sur le fait qu’il semble exister une infinité de phrase type, mais que bien peu d’entre elles ont véritablement des jetons.

### Nature des types
Au-delà de la description du principe général, des questionnements existent autour de la formalisation des notions de type et jetons. Il a été ainsi discuté des rapprochements avec des notions mathématiques comme la notion d’ensemble mathématique, dont les jetons seraient les éléments, qui peut donner une première idée intuitive. Une telle approche est problématique, et d’autres manières plus adéquates ont été proposées, dont celle de « loi » par Quine, le créateur de la dichotomie, ou celle de « sorte ».

#### Les types vus comme l’ensemble de leurs jetons
Il est possible d’imaginer représenter les types comme des ensembles mathématiques, dont les éléments seraient ses jetons. Cette approche ne permet cependant pas de modéliser de manière adéquate la distinction. En effet, la notion d’ensemble mathématique est définie par une théorie mathématique qui ne fais référence qu’à elle-même et pas à un univers extérieur comme le monde réel. Les propriétés des ensembles mathématiques diffèrent donc de celles de l’ensemble des jetons d’un type, par exemple deux ensembles mathématiques sont égaux s'ils ont les mêmes éléments, alors que l’ensemble des jetons d’un type peut varier dans le temps en cas de destruction d’objets de ce type par exemple. Elle ne peut donc servir qu’en approche intuitive en gardant à l’esprit ces limites.

#### Les types vus comme des «sortes»
Une autre école, proposée par le philosophe Nicholas Wolterstorff, est celle de voir les type comme des « sortes ». Une « sorte » serait une description abstraite, un modèle, de ses jetons. Dans une telle approches la relation entre un type et les jetons de ce type est une relation d’exemplification. Il est alors possible de montrer des « exemples » de jetons de ce type, la description abstraite permet de déterminer si oui ou non un jeton correspond au modèle d’un type. Une « sorte » n’est cependant pas forcément assimilée au type, mais est juste une manière de le modéliser.

#### Les types vus comme les «lois»
Pierce, dans sa théorie de la sémiotique, introduit les types en utilisant la notion de « loi ».
Le type, en tant que loi, est déterminé comme un signe qui doit permettre de déterminer ce que sont ses jetons. Une loi type est une « forme signifiante ». Il n’existe pas de type sans jeton. La relation entre un type et ses jetons est alors d’être désigné « en accord avec » la loi.[pas clair]

#### Types et «universaux»
Exemple classique de propriété universelle : « être blanc » n’est pas blanc lui-même, alors que souvent les tokens d’un type possèdent les mêmes propriétés que le type lui-même, par exemple une symphonie a une clé, et un nombre de mesure identique à la clé et de même nombre de mesure que ses jetons.
Tous les universaux ne correspondent donc pas à un type. Ça n’interdit cependant pas que les types soient des universaux.

### Identité des jetons
L’identité des jetons n'est pas triviale : un mot prononcé de même type qu’un mot écrit ? questionnement en « théorie de l’esprit », si « peine » est un type de ressenti, qu’est-ce que deux peines identiques *- https://plato.stanford.edu/entries/mind-identity/#Typ
- Wetzel, Linda, « Types and Tokens », sur stanford.edu, 28 avril 2006 (consulté le 17 novembre 2023)
- Identité dans un token dépend du contexte : https://books.google.fr/books?id=jQA6wVLCINUC&pg=PA14&lpg=PA14&dq=type+token+identity+-mind&source=bl&ots=cPm2XIhOx4&sig=uCuVUPbyYCSIgN3CNqzSA0nNBBs&hl=fr&sa=X&ved=0ahUKEwjwtKqsjM7ZAhUGDuwKHRN7AjgQ6AEIRDAE#v=onepage&q=type%20token%20identity%20-mind&f=false

(et idem en théorie des types bien que ce ne soit pas directement lié : une égalité est associée à chaque type)

## Applications
Le « type » ne peut être défini que dans des domaine d’applications précis.

### En typographie
En typographie, la distinction entre type et jeton peut être utilisée pour déterminer la présence d'un texte[pas clair] imprimé en caractères mobiles :
« Ce qui caractérise une impression typographique est l’identité associée à chaque forme de caractère qui encrent le texte imprimé. En d’autres termes, chaque forme de lettre qui apparait dans le texte doit être vue comme un « jeton » d’un, et un seul, type qui contient l’image inversée de la lettre imprimée. ».

### Enphilosophie de l'esprit
La distinction type jeton est utilisée en philosophie de l’esprit pour discuter des théories physicalistes, c’est-à-dire des théories qui stipulent que les sensations prennent racine dans des états physiques du corps et du cerveau des individus. Dans le cadre d’une théorie de l’identité psychophysique comme la théorie de l'identité esprit-cerveau, il s’agit de  une théorie de déterminer si des sensations comme des événements mentaux. L’hypothèse dite de l’identité type type stipule que les types d’état et de processus mentaux sont identiques (et pas seulement réductibles) à des types d’états ou processus physiques du cerveau. De la même manière qu’un mot-type peut avoir des occurrences sonores ou imprimées qui en sont différentes facettes, la vision psychologique et la vision neurologique de ces types sont alors différentes facettes d’un type d’événement mental.
Certaines objections sont légitimes devant cette théorie très forte, la philosophe de l’Hilary Putnam a par exemple remarquée que la sensation de « vouleur » était peut-être ressentie par une hypothétique forme de vie extra terrestre dont la physiologie différerait beaucoup de la nôtre, par exemple une forme de vie dépourvue de cerveau. Une telle réalité rendrait difficile l’identification de la douleur à un type d’objet physiologique du cerveau. Une version plus faible a été développée : l’identification jeton-jeton. Elle stipule qu’un jeton ou une occurrence d’un événement psychique comme la « peine » s’identifie à un jeton d’un événement physiologique. Autrement dit qu’une sensation a une trace physique mesurable d’une manière ou d’une autre, mais qu’on ne peut pas forcément simplement caractériser ces événements physiques.

## Sources
- (en) Julian Baggini, The Philosophers Toolkit: A Compendium of Philosophical Concepts and Methods, 2002 (ISBN 978-0-631-22874-5). Blackwell: 171-73
- (en) Peper F., Lee J., Adachi S., Isokawa T. (2004) Token-Based Computing on Nanometer Scales, Proceedings of the ToBaCo 2004 Workshop on Token Based Computing, Vol.1 pp. 1–18.